# Debréte
Debréte é um município da Hungria, situado no condado de Borsod-Abaúj-Zemplén. Tem 9,62 km² de área e sua população em 2015 foi estimada em 22 habitantes.